# Potamotrygon
Genre
Potamotrygon est un genre de raie.

## Liste des espèces
- Potamotrygon albimaculata de Carvalho, 2016
- Potamotrygon amandae Loboda & de Carvalho, 2013
- Potamotrygon boesemani Rosa, de Carvalho & Wanderley, 2008
- Potamotrygon brachyura (Günther, 1880)
- Potamotrygon constellata (Vaillant, 1880)
- Potamotrygon falkneri Castex & Maciel, 1963
- Potamotrygon henlei (Castenau, 1855)
- Potamotrygon humerosa Garman, 1913
- Potamotrygon hystrix (Müller et Henle, 1841)
- Potamotrygon jabuti de Carvalho, 2016
- Potamotrygon laticeps (Garman, 1913)
- Potamotrygon leopoldi Castex & Castello, 1970
- Potamotrygon limai Fontenelle, Silva & de Carvalho, 2014
- Potamotrygon magdalenae (Duméril, 1865)
- Potamotrygon marinae Deynat, 2006
- Potamotrygon motoro (Müller et Henle, 1841)
- Potamotrygon ocellata (Engelhardt, 1912)
- Potamotrygon orbignyi (Castelnau, 1855)
- Potamotrygon pantanensis Loboda & de Carvalho, 2013
- Potamotrygon rex de Carvalho, 2016
- Potamotrygon schroederi Fernández-Yépez, 1958
- Potamotrygon schuhmacheri Castex, 1964
- Potamotrygon scobina Garman, 1913
- Potamotrygon signata Garman, 1913
- Potamotrygon tatianae Silva & de Carvalho, 2011
- Potamotrygon tigrina de Carvalho, Sabaj Pérez & Lovejoy, 2011
- Potamotrygon wallacei de Carvalho, Rosa & Araújo, 2016
- Potamotrygon yepezi Castex et Castello, 1970

En 2017, 3 nouvelles espèces ont été décrites (Zootaxa):
- Potamotrygon adamastor Fontenelle & de Carvalho
- Potamotrygon amazona Fontenelle & de Carvalho
- Potamotrygon garmani Fontenelle & de Carvalho